# ユージェニー・ヴィクトリア・スミス
ユージェニー・ヴィクトリア・スミス・テイラー（Eugenie Victoria Smith Taylor, Duchess of Aldoborough）は、河惣益巳の漫画「ジェニー・シリーズ」に登場する元傭兵・イングランド貴族である。

## 出自
アメリカの名門軍閥スミス家の三女。愛称はジェニー、またはトリア。スミス家はピルグリム・ファーザーズ以来の家系であるが、先代当主アイザックが嫡男を得られなかった為、スペインの没落貴族の末裔であるナシオナル・アラルコンを婿養子に取ることになった。このナシオナル・アラルコンが唯一認めた実子が、ユージェニー・ヴィクトリアである。異母弟アース・ラシドがいるもののナシオナルは息子だと認めていない。

## 経歴
13歳の頃よりアメリカのジュリアード音楽院でピアノを学び、将来を嘱望されたクラシックのピアニストであったが、デビュー直前の16歳の誕生パーティーの席で、自分を溺愛していた父と祖父によって（長男がいるにもかかわらず）スミス家の後継者に指名されてしまい、結婚を約束していた恋人であり、演奏家としてのパートナーでもあるヴァイオリニストのブライアン・ティラーと引き裂かれてしまった。
幼少の頃から慕ってきた父親と祖父の突然の裏切りと思われたが、実は2人は最初からブライアンとの結婚を認める気は微塵も無かった。「魂の半身」とも思っていたブライアンと二度と会えないという絶望感に苛まれるが、四六時中ボディガードに監視され自殺もできないことから、「戦死」によって死ぬために米軍への入隊を志願する。士官学校卒業後、陸軍特殊訓練校J・F・ケネディ校を修了し、陸軍の小隊長としてベトナム戦争に従軍する。
ベトナムからアメリカに引き上げる経由地の厚木基地で、ブライアンと偶然再会し除隊、結婚する。その後、2人はオーストリア・ウィーンで暮らしていたが、出産予定日直前にブライアンがパリでの演奏旅行中に交通事故で死亡。その連絡のショックで産気づき、双児を出産。生まれた息子達（ホープとフューチャー）はベトナム戦争の後遺症かシャム双生児であった。2人の分離手術や臓器移植のための莫大な治療費を父に頼らず稼ぐため、傭兵稼業に手を染める。
ジェニーに優しく接してくれていた異父姉メアリ・ジェーンは、イングランド貴族アルドバラ公爵家に嫁いでいたが、ある時、メアリ・ジェーン夫妻とその息子二人、更に舅がIRAのテロにより死亡するという事件が起き、メアリ・ジェーンの夫の祖父で、ジェニーの祖父の友人でもあったアルドバラ公爵からテロ実行犯の殺害を依頼される。自身の理想形であった姉一家の敵を討ったジェニーは、それをきっかけに傭兵を引退、分離手術後、足りない臓器の提供者が現われるのを待って入院している息子達の元で暮らし始めた。後に、臓器提供者が現われたことで移植手術が行なわれ、2人は通常に限りなく近い生活を送れるようになる。
直系の後継者をすべて亡くしたアルドバラ公爵は間もなく死亡し、遺言状でジェニーを次の公爵に指名した。父に息子達を奪われることなく静かに暮らせると思ったジェニーはそれを受諾し、女公爵となった。しかし、アルドバラ公爵位を継承して以降イギリス陸軍の予備役大佐とされ、主にエリザベス2世が大規模な公式行事に臨席する際の身辺警備の指揮官を務めている。またフューチャーがドゥシャに拉致された時には嘗ての仲間の傭兵達を雇って自らの指揮のもと奪回作戦を行なうなど、「静か」とは呼べない生活が続く。また、先代アルドバラ公爵が父と結託してジェニーの息子達をスミス家とアルドバラ家で分け合うつもりでいたことも判明し、息子達と離れ離れになるという懸念もあった。
その後、エリザベス2世の孫で王太子の長男であるアーサー王子の子供を望まずして妊娠してしまう。アーサーの死後、帝王切開で第三子スティーブン・アーサーJrを出産。次のアルドバラ公爵は王家の血を引く彼が継ぐこととなった。更にその後、アルフレッドとの間に長女・スカーレットを出産。

## 人物像
非常に優秀な戦闘指揮官でもあり、部隊を数々の死地から救ってきた。また戦いの流れを読む能力に優れ、撤退の潮時の判断は芸術的である。戦場にて危機に陥ると、体に青白い炎のようなオーラをまとうことから（誰にでも見える訳ではないが）「炎の月」の異名を持ち、これを見た兵士は彼女に心酔してどこまでも付いて行くという。
息子達の分離手術成功までの期間、世界各地で作戦に従事。基本的には一匹狼の傭兵であるが、彼女を慕って一流の傭兵達が集まってくるため、事実上は傭兵隊長のような存在となった。

## 注
1. ↑  傭兵仲間らが「ジェニー」と呼び、家族や傭兵仲間以外の親しい友人が「トリア」と呼ぶ。
2. ↑  実際にはアメリカ陸軍士官学校が女性の入学を許可したのは、ベトナム戦争が終わった翌年の1976年である。
3. ↑  後に小隊は特殊部隊グリーンベレーに格上げ、最終階級は少佐。
4. ↑  後、除隊届は父により握り潰されており、軍所属のままだと判明。除隊届が受理されていないので、その後の行動は脱走兵扱いされるはずだが、あくまで彼女を後継者にしようとしていた父により誤魔化されていた。
5. ↑  アルドバラ家には先代アルドバラ公爵の妹の直系男子が複数存在し、最初は「女性に公爵は無理」と反対したり強引にジェニーの夫になって間接的に実権を握ろうとしたりしたが、ジェニーの経歴が判明したことや模擬戦闘におけるジェニーの勝利、また国王がジェニーによる公爵位の継承を承認したことから公爵位継承が実現した。
6. ↑  現実のチャールズ3世の息子達はウィリアムとヘンリーであるが、作中ではアーサーとフレデリックとなっている。
7. ↑  ディーン・リーガルとの会話によると、実は一匹狼で特定の仲間はいないのだが、傭兵稼業をこなす中で、「炎の月」を見た傭兵たちが彼女のそばを離れようとせず、彼女の請け負った仕事をかぎつけて共に作戦に従事するのである。また彼女が大きな仕事を請け負った時に顔馴染みの傭兵仲間に声をかけることもあった。ただし、アルフレッドだけは彼女自身が望んで側にいさせている。